# Sułów (gromada w powiecie milickim)
Sułów – dawna gromada, czyli najmniejsza jednostka podziału terytorialnego Polskiej Rzeczypospolitej Ludowej w latach 1954–1972.
Gromady, z gromadzkimi radami narodowymi (GRN) jako organami władzy najniższego stopnia na wsi, funkcjonowały od reformy reorganizującej administrację wiejską przeprowadzonej jesienią 1954 do momentu ich zniesienia z dniem 1 stycznia 1973, tym samym wypierając organizację gminną w latach 1954–1972.
Gromadę Sułów z siedzibą GRN w Sułowie utworzono – jako jedną z 8759 gromad na obszarze Polski – w powiecie milickim w woj. wrocławskim, na mocy uchwały nr 22/54 WRN we Wrocławiu z dnia 2 października 1954. W skład jednostki weszły obszary dotychczasowych gromad Sułów, Gruszeczka, Łąki, Miłosławice, Ruda Sułowska, Słączno i Sulimierz ze zniesionej gminy Sułów w tymże powiecie. Dla gromady ustalono 19 członków gromadzkiej rady narodowej.
1 stycznia 1960 do gromady Sułów włączono obszar zniesionej gromady Olsza oraz wieś Pracze ze zniesionej gromady Postolin – w tymże powiecie.
31 grudnia 1961 do gromady Sułów włączono wsie Piotrkosice, Poradów, Dunkowa, Brzezina Sułowska i Węgrzynów ze zniesionej gromady Piotrkosice w tymże powiecie.
Gromada przetrwała do końca 1972 roku, czyli do kolejnej reformy gminnej. 1 stycznia 1973 w powiecie milickim reaktywowano gminę Sułów (zniesioną ponownie 1 września 1977).